# Xysticus nepalhimalaicus
Xysticus nepalhimalaicus là một loài nhện trong họ Thomisidae.
Loài này thuộc chi Xysticus. Xysticus nepalhimalaicus được Hirotsugu Ono miêu tả năm 1978.